# 강지혜
강지혜(예명: 설레인, 1985년 2월 18일~)는 대한민국의 가수이다.

## 생애
경희대학교 포스트모던음악과를 졸업하였으며 위저드하우스 소속이다.
2007년 KBS 아침드라마 <아줌마가 간다> 엔딩곡 '오늘 하루만"을 작사, 작곡, 노래하였다.
2009년 <Sweeet day> 로 데뷔했다.
2009년 과천시립아카데미오케스트라 27회 기획연주회, 유열과 함께하는 'Music in love story' 초청 공연>, <WCC제주유치기념 열린콘서트> 등의 공연 활동을 하였다.